# Harald al II-lea al Danemarcei
Harald al II-lea (n. 994 d.Hr. – d. 1018) a fost regele Danemarcei din 1014 până la moartea sa, în 1018. A fost fiul cel mai mare al regelui Svend I al Danemarcei și a soției sale, Gunhild de Wenden, fiind regent în timp ce tatăl său se lupta cu Ethelred al II-lea cel Șovăielnic al Angliei. Harald a moștenit tronul danez în 1014 și l-a deținut în timp ce fratele său, regele de mai târziu, Knut cel Mare, a cucerit Anglia. După moartea sa din 1018, a fost succedat de Knut cel Mare. Se cunosc foarte puține detalii despre Harald al II-lea.